# DSA-356
La DSA-356 es una carretera perteneciente a la Red Secundaria de la Diputación Provincial de Salamanca que une la  DSA-350  con la localidad de La Atalaya. 
También pasa por las localidades de Sanjuanejo y Zamarra.

## Origen y Destino
La carretera  DSA-356  tiene su origen en Ciudad Rodrigo en la intersección con la carretera  DSA-350 , y termina en el casco urbano de La Atalaya formando parte de la Red de carreteras de Salamanca.